# جغرافيا الإمارات العربية المتحدة
تقع دولة الإمارات العربية المتحدة في منطقة الشرق الأوسط وغرب آسيا، على حدود خليج عمان والخليج العربي، بين عمان والمملكة العربية السعودية؛ وتحتل موقعًا استراتيجيًا على طول المداخل الشمالية لمضيق هرمز، وهو نقطة عبور حيوية للنفط الخام العالمي. تقع دولة الإمارات العربية المتحدة بين خطي عرض 22°50′ و26° شمالاً وبين خطي طول 51° و56°25′ شرقاً. تشترك في حدود بطول 19 كم مع قطر في الشمال الغربي، وحدود بطول 530 كم مع المملكة العربية السعودية من الغرب والجنوب والجنوب الشرقي، وحدود بطول 450 كم مع عمان في الجنوب الشرقي والشمال الشرقي.
تعد الحدود البرية مع قطر في منطقة خور العديد مصدرًا لنزاع طويل الأمد، بل إن هناك خلافاً حول ما إذا كانت هناك حدود برية مع قطر. تبلغ المساحة الإجمالية لدولة الإمارات العربية المتحدة حوالي 83,600 كيلومتر مربع. المساحة الدقيقة للبلاد غير معروفة بسبب المطالبات المتنازع عليها على عدة جزر في الخليج العربي، وبسبب عدم وجود معلومات دقيقة عن مساحة العديد من هذه الجزر، بالإضافة إلى ذلك، فإن العديد من حدودها البرية وخاصة مع المملكة العربية السعودية لا تزال غير محددة. تمثل الإمارة الكبرى (أبو ظبي) 87% من إجمالي مساحة دولة الإمارات العربية المتحدة، حيث تغطي 72.732 كيلومتراً مربعاً، في حين أن أصغر إمارة (عجمان) تغطي فقط 259 كيلومتراً مربعاً.

## الحدود
تمتد دولة الإمارات العربية المتحدة لأكثر من 650 كيلومترًا على طول الشاطئ الجنوبي للخليج العربي. يتكون معظم الساحل من أحواض ملحية تمتد إلى المناطق الداخلية البعيدة. أشار تحليل عالمي حديث للاستشعار عن بعد إلى وجود 637 كيلومترًا مربعًا من مسطحات المد والجزر في دولة الإمارات العربية المتحدة، مما يجعلها الدولة في المرتبة الأربعين من حيث مدى مسطحات المد والجزر. يقع أكبر ميناء طبيعي في دبي، على الرغم من أنه تم تطوير موانئ أخرى في أبو ظبي والشارقة وأماكن أخرى. توجد العديد من الجزر في الخليج العربي، وكانت ملكية بعضها موضوع نزاعات دولية مع كل من إيران وقطر. وتشكل الجزر الأصغر حجما، فضلا عن العديد من الشعاب المرجانية والحواجز الرملية المتحركة تهديدا للملاحة. ويزيد المد والجزر القوي والعواصف العرضية من تعقيد تحركات السفن بالقرب من الشاطئ.
تعتبر الإمارات الشمالية الواقعة على الخليج العربي وخليج عمان جزءًا من صحراء خليج عمان والمنطقة البيئية شبه الصحراوية.
في جنوب وغرب أبوظبي، تندمج الكثبان الرملية الواسعة والمتدحرجة في الربع الخالي في المملكة العربية السعودية. تضم المنطقة الصحراوية في أبوظبي واحتين مهمتين تحتويان على مياه جوفية كافية للمستوطنات الدائمة والزراعة. تقع واحة ليوا الواسعة في الجنوب بالقرب من الحدود غير المحددة مع المملكة العربية السعودية، بينما تقع واحة البريمي على بعد حوالي 200 كيلومتر إلى الشمال الشرقي، التي تمتد على جانبي الحدود بين أبو ظبي وعمان.
قبل الانسحاب من المنطقة في عام 1971، رسمت بريطانيا الحدود الداخلية بين الإمارات السبع لمنع النزاعات الإقليمية التي قد تعيق تشكيل الاتحاد. بشكل عام، قبل حكام الإمارات التدخل البريطاني، لكن في حالة النزاعات الحدودية بين أبو ظبي ودبي، وأيضاً بين دبي والشارقة، لم يتم حل المطالبات المتضاربة إلا بعد استقلال الإمارات العربية المتحدة. وكانت الحدود الأكثر تعقيداً موجودة في الجبال الغربية، حيث تنافست خمس إمارات على الولاية القضائية على أكثر من عشرة جيوب.

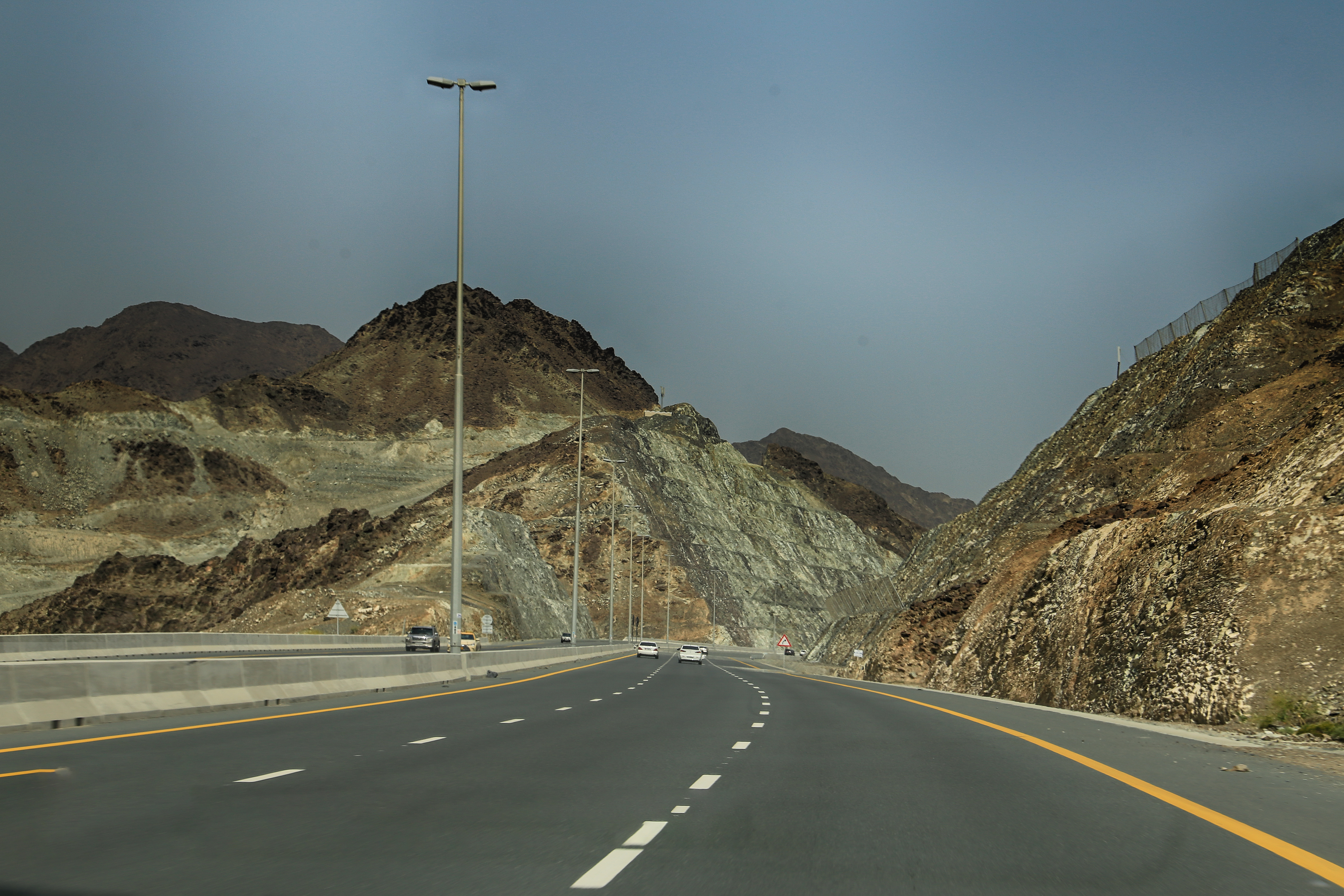
جبال الحجر

### الجبال
تمتد دولة الإمارات العربية المتحدة أيضًا لحوالي 90 كيلومترًا على طول خليج عمان وهي المنطقة المعروفة بساحل الباطنة. تفصل جبال الحجر الغربي التي ترتفع في بعض الأماكن إلى 2500 متر ساحل الباطنة عن بقية الإمارات العربية المتحدة، تمتد الجبال الغربية باتجاه الجنوب الشرقي لحوالي 150 كيلومترًا إلى أقصى الحدود الجنوبية بين الإمارات العربية المتحدة وعمان على خليج عمان بدءًا من الحدود الإماراتية العمانية على ساحل الخليج العربي في شبه جزيرة مسندم. ويستمر هذا النطاق عند جبال الحجر الشرقية لأكثر من 500 كيلومتر داخل عمان. تمتد المنحدرات الجبلية شديدة الانحدار مباشرة إلى الشاطئ في العديد من الأماكن. ومع ذلك، هناك موانئ صغيرة في دبا الحصن وكلباء وخورفكان على خليج عمان. وفي محيط الفجيرة، حيث الجبال لا تقترب من الساحل، توجد شواطئ رملية.

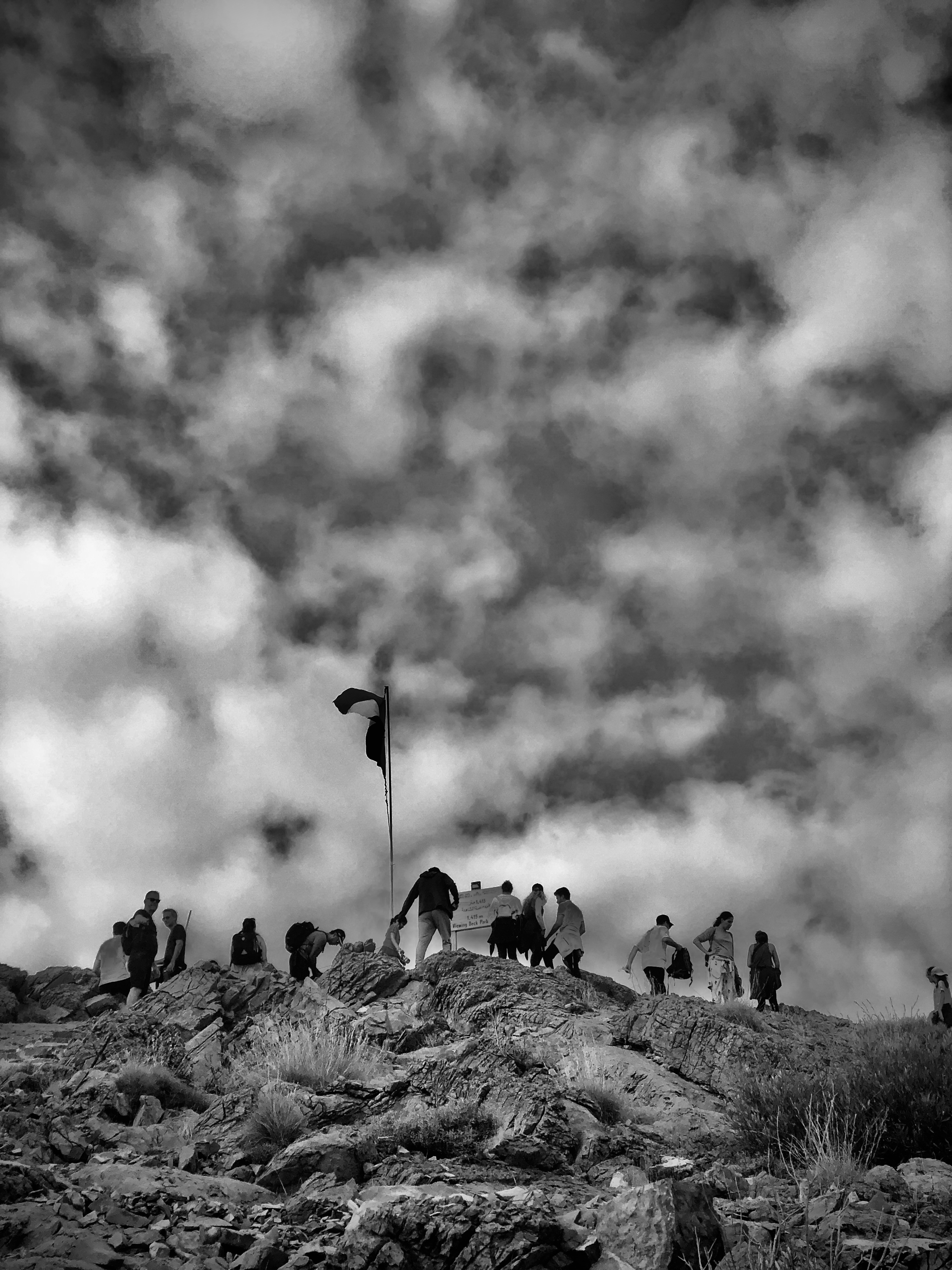
قمة جبل جيس

## المناخ
مناخ دولة الإمارات العربية المتحدة بشكل عام حار جدًا ومشمس. الأشهر الأكثر سخونة هي يوليو وأغسطس، حيث يصل متوسط درجات الحرارة القصوى إلى ما يزيد عن 48 درجة مئوية (118.4 درجة فهرنهايت) على السهل الساحلي. وفي جبال الحجر الغربي، تكون درجات الحرارة أكثر برودة إلى حد كبير، بسبب الارتفاعات العالية. يتراوح متوسط درجات الحرارة الدنيا في شهري يناير وفبراير بين 10 و14 درجة مئوية (50.0 و57.2 درجة فهرنهايت).
خلال أشهر الصيف المتأخرة، تهب الرياح الجنوبية الشرقية الرطبة المعروفة باسم الشرقي مما يجعل المنطقة الساحلية غير مريحة بشكل خاص. يبلغ متوسط هطول الأمطار السنوي في المنطقة الساحلية أقل من 120 ملم (4.7 بوصة)، ولكن في بعض المناطق الجبلية يصل معدل هطول الأمطار السنوي في كثير من الأحيان إلى 350 ملم (13.8 بوصة). تهطل الأمطار في المنطقة الساحلية على شكل هبات غزيرة قصيرة خلال أشهر الصيف، مما يؤدي في بعض الأحيان إلى حدوث فيضانات في قيعان الأودية الجافة عادة. المنطقة معرضة للعواصف الترابية العنيفة بين الحين والآخر، والتي يمكن أن تقلل الرؤية بشدة. وشهدت مجموعة جبال جبل جيس في رأس الخيمة تساقط الثلوج أربع مرات فقط (2004، 2009، 2017 و2020) منذ بدء التسجيل.
| البيانات المناخية لـدبي (1977–2015 normals)   | البيانات المناخية لـدبي (1977–2015 normals) | البيانات المناخية لـدبي (1977–2015 normals) | البيانات المناخية لـدبي (1977–2015 normals) | البيانات المناخية لـدبي (1977–2015 normals) | البيانات المناخية لـدبي (1977–2015 normals) | البيانات المناخية لـدبي (1977–2015 normals) | البيانات المناخية لـدبي (1977–2015 normals) | البيانات المناخية لـدبي (1977–2015 normals) | البيانات المناخية لـدبي (1977–2015 normals) | البيانات المناخية لـدبي (1977–2015 normals) | البيانات المناخية لـدبي (1977–2015 normals) | البيانات المناخية لـدبي (1977–2015 normals) | البيانات المناخية لـدبي (1977–2015 normals) |
| الشهر                                         | يناير                                       | فبراير                                      | مارس                                        | أبريل                                       | مايو                                        | يونيو                                       | يوليو                                       | أغسطس                                       | سبتمبر                                      | أكتوبر                                      | نوفمبر                                      | ديسمبر                                      | المعدل السنوي                               |
| --------------------------------------------- | ------------------------------------------- | ------------------------------------------- | ------------------------------------------- | ------------------------------------------- | ------------------------------------------- | ------------------------------------------- | ------------------------------------------- | ------------------------------------------- | ------------------------------------------- | ------------------------------------------- | ------------------------------------------- | ------------------------------------------- | ------------------------------------------- |
| الدرجة القصوى °م                              | 31.8                                        | 37.5                                        | 41.3                                        | 43.5                                        | 47.0                                        | 47.9                                        | 48.5                                        | 48.8                                        | 45.1                                        | 42.4                                        | 38.0                                        | 33.2                                        | 48.8                                        |
| متوسط درجة الحرارة الكبرى °م                  | 23.9                                        | 25.4                                        | 28.9                                        | 33.3                                        | 37.7                                        | 39.8                                        | 40.9                                        | 41.3                                        | 38.9                                        | 35.4                                        | 30.6                                        | 26.2                                        | 33.5                                        |
| المتوسط اليومي °م                             | 19.1                                        | 20.5                                        | 23.6                                        | 27.5                                        | 31.4                                        | 33.4                                        | 35.5                                        | 35.9                                        | 33.3                                        | 29.8                                        | 25.4                                        | 21.2                                        | 28.1                                        |
| متوسط درجة الحرارة الصغرى °م                  | 14.3                                        | 15.5                                        | 18.3                                        | 21.7                                        | 25.1                                        | 27.3                                        | 30.0                                        | 30.4                                        | 27.7                                        | 24.1                                        | 20.1                                        | 16.3                                        | 22.6                                        |
| أدنى درجة حرارة °م                            | 7.7                                         | 7.4                                         | 11.0                                        | 13.7                                        | 15.7                                        | 21.3                                        | 24.1                                        | 24.0                                        | 22.0                                        | 15.0                                        | 10.8                                        | 8.2                                         | 7.4                                         |
| الهطول مم                                     | 18.8                                        | 25.0                                        | 22.1                                        | 7.2                                         | 0.4                                         | 0.0                                         | 0.8                                         | 0.0                                         | 0.0                                         | 1.1                                         | 2.7                                         | 16.2                                        | 94.3                                        |
| الدرجة القصوى °ف                              | 89.2                                        | 99.5                                        | 106.3                                       | 110.3                                       | 116.6                                       | 118.2                                       | 119.3                                       | 119.8                                       | 113.2                                       | 108.3                                       | 100.4                                       | 91.8                                        | 119.8                                       |
| متوسط درجة الحرارة الكبرى °ف                  | 75.0                                        | 77.7                                        | 84.0                                        | 91.9                                        | 99.9                                        | 103.6                                       | 105.6                                       | 106.3                                       | 102.0                                       | 95.7                                        | 87.1                                        | 79.2                                        | 92.3                                        |
| المتوسط اليومي °ف                             | 66.4                                        | 68.9                                        | 74.5                                        | 81.5                                        | 88.5                                        | 92.1                                        | 95.9                                        | 96.6                                        | 91.9                                        | 85.6                                        | 77.7                                        | 70.2                                        | 82.5                                        |
| متوسط درجة الحرارة الصغرى °ف                  | 57.7                                        | 59.9                                        | 64.9                                        | 71.1                                        | 77.2                                        | 81.1                                        | 86.0                                        | 86.7                                        | 81.9                                        | 75.4                                        | 68.2                                        | 61.3                                        | 72.6                                        |
| أدنى درجة حرارة °ف                            | 45.9                                        | 45.3                                        | 51.8                                        | 56.7                                        | 60.3                                        | 70.3                                        | 75.4                                        | 75.2                                        | 71.6                                        | 59.0                                        | 51.4                                        | 46.8                                        | 45.3                                        |
| الهطول إنش                                    | 0.74                                        | 0.98                                        | 0.87                                        | 0.28                                        | 0.02                                        | 0.0                                         | 0.03                                        | 0.0                                         | 0.0                                         | 0.04                                        | 0.11                                        | 0.64                                        | 3.71                                        |
| متوسط أيام هطول الأمطار                       | 5.5                                         | 4.7                                         | 5.8                                         | 2.6                                         | 0.3                                         | 0.0                                         | 0.5                                         | 0.5                                         | 0.1                                         | 0.2                                         | 1.3                                         | 3.8                                         | 25.3                                        |
| ساعات سطوع الشمس الشهرية                      | 251                                         | 241                                         | 270                                         | 306                                         | 350                                         | 345                                         | 332                                         | 326                                         | 309                                         | 307                                         | 279                                         | 254                                         | 3٬570                                       |
| ساعات سطوع الشمس اليومية                      | 8.1                                         | 8.6                                         | 8.7                                         | 10.2                                        | 11.3                                        | 11.5                                        | 10.7                                        | 10.5                                        | 10.3                                        | 9.9                                         | 9.3                                         | 8.2                                         | 9.8                                         |
| المصدر #1: Dubai Meteorological Office        |                                             |                                             |                                             |                                             |                                             |                                             |                                             |                                             |                                             |                                             |                                             |                                             |                                             |
| المصدر #2: UAE National Center of Meteorology |                                             |                                             |                                             |                                             |                                             |                                             |                                             |                                             |                                             |                                             |                                             |                                             |                                             |

## المساحة

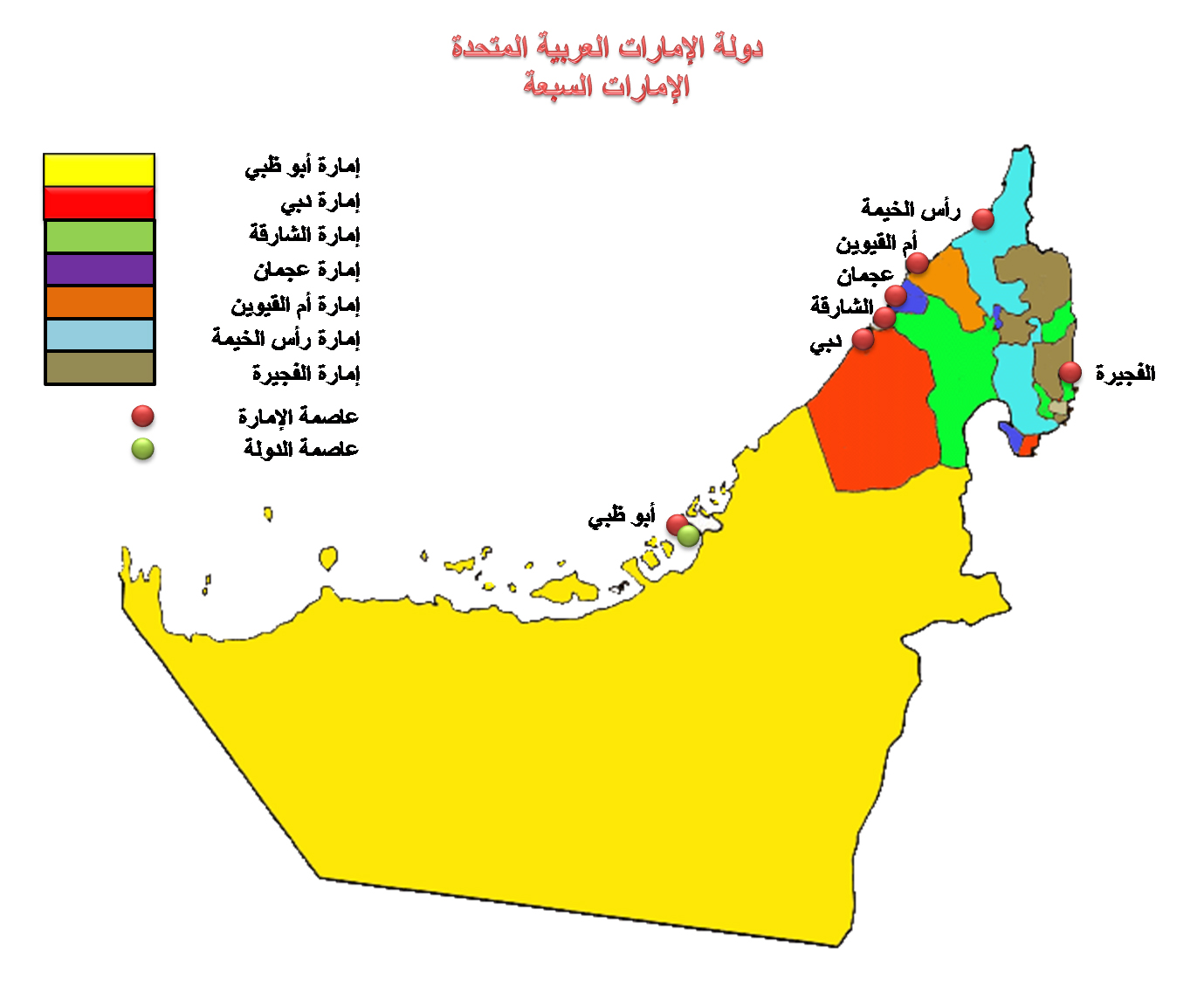
الإمارت السبع التي تشكل دولة الإمارات العربية المتحدة

تبلغ مساحة دولة الإمارات العربية المتحدة نحو (86716 كيلومتر مربع) أو (33481.081 ميل مربع) الترتيب (116) في العالم الترتيب (15) بين الدول العربية الترتيب (3) بين دول مجلس التعاون الخليجي
| الإمارة          | المساحة             | النسبة من مساحة الدولة |
| ---------------- | ------------------- | ---------------------- |
| إمارة أبوظبي     | 67،340 كيلومتر مربع | 86،67%                 |
| إمارة دبي        | 3885 كيلومتر مربع   | 5%                     |
| إمارة الشارقة    | 2590 كيلومتر مربع   | 3،33%                  |
| إمارة رأس الخيمة | 1684 كيلومتر مربع   | 2،2%                   |
| إمارة الفجيرة    | 1165 كيلومتر مربع   | 1،5%                   |
| إمارة أم القيوين | 777 كيلومتر مربع    | 1%                     |
| إمارة عجمان      | 259 كيلومتر مربع    | 0،33%                  |

## التضاريس

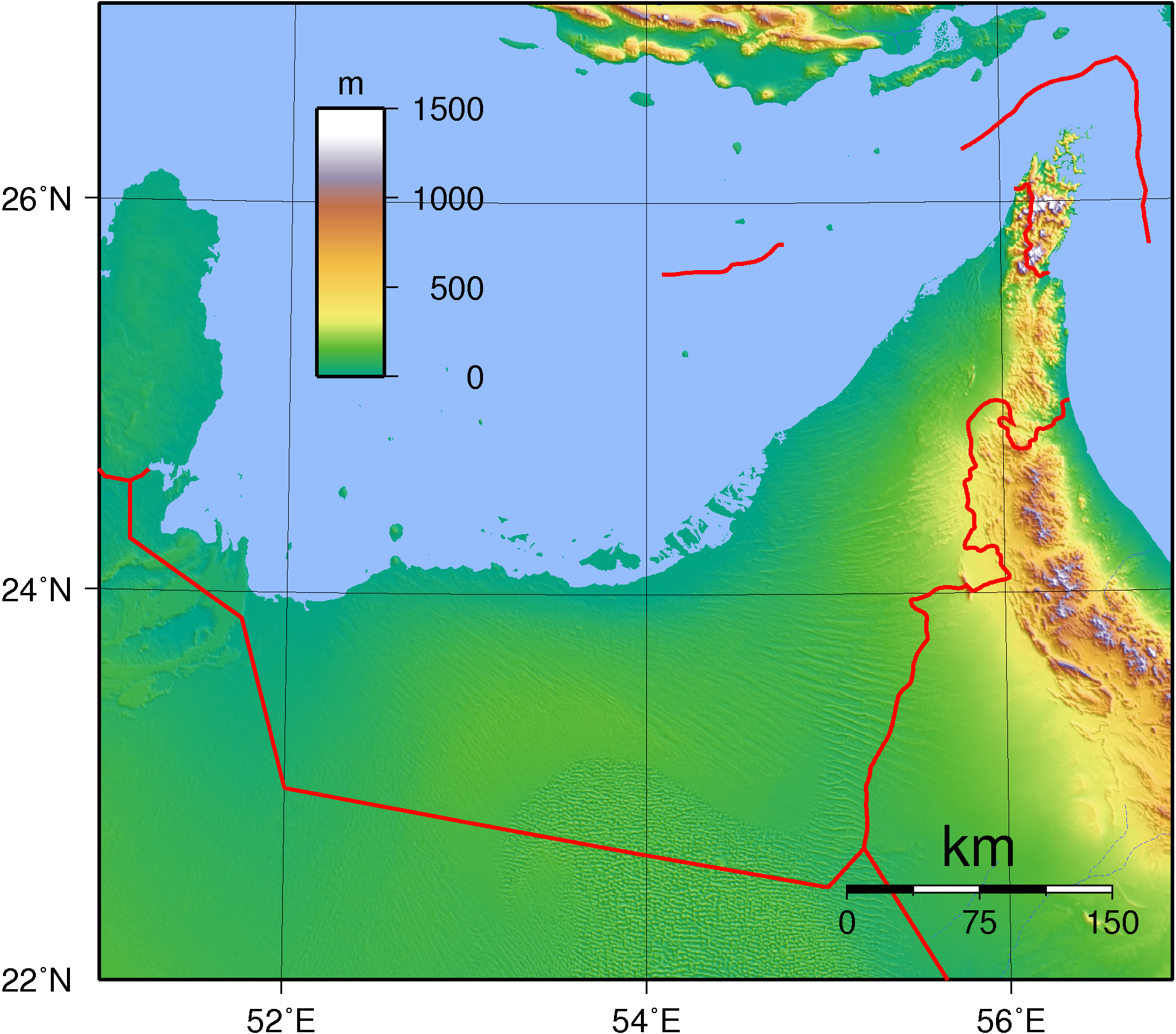
تضاريس دولة الإمارات العربية المتحدة

تعدّ دولة الإمارات العربية المتحدة من الناحية الجغرافيا ذات تنوع كبير في تضاريسها وعلى هذا يمكن تقسيم التضاريس في دولة الإمارات العربية المتحدة إلى أقسام القطاع الساحلي هو الذي يشكل حدود الدولة مع الخليج العربي وفي هذا القطاع يعيش غالبية السكان، ويتكون هذا السهل من تربة ملحية تشكلت في الأزمنة الجيولوجيا الحديثة إثر جفاف المياه الضحلة التي كانت موجودة بين الجزر، وفي مواجهة هذا الشريط الساحلي يوجد عدد كبير من الجزر.

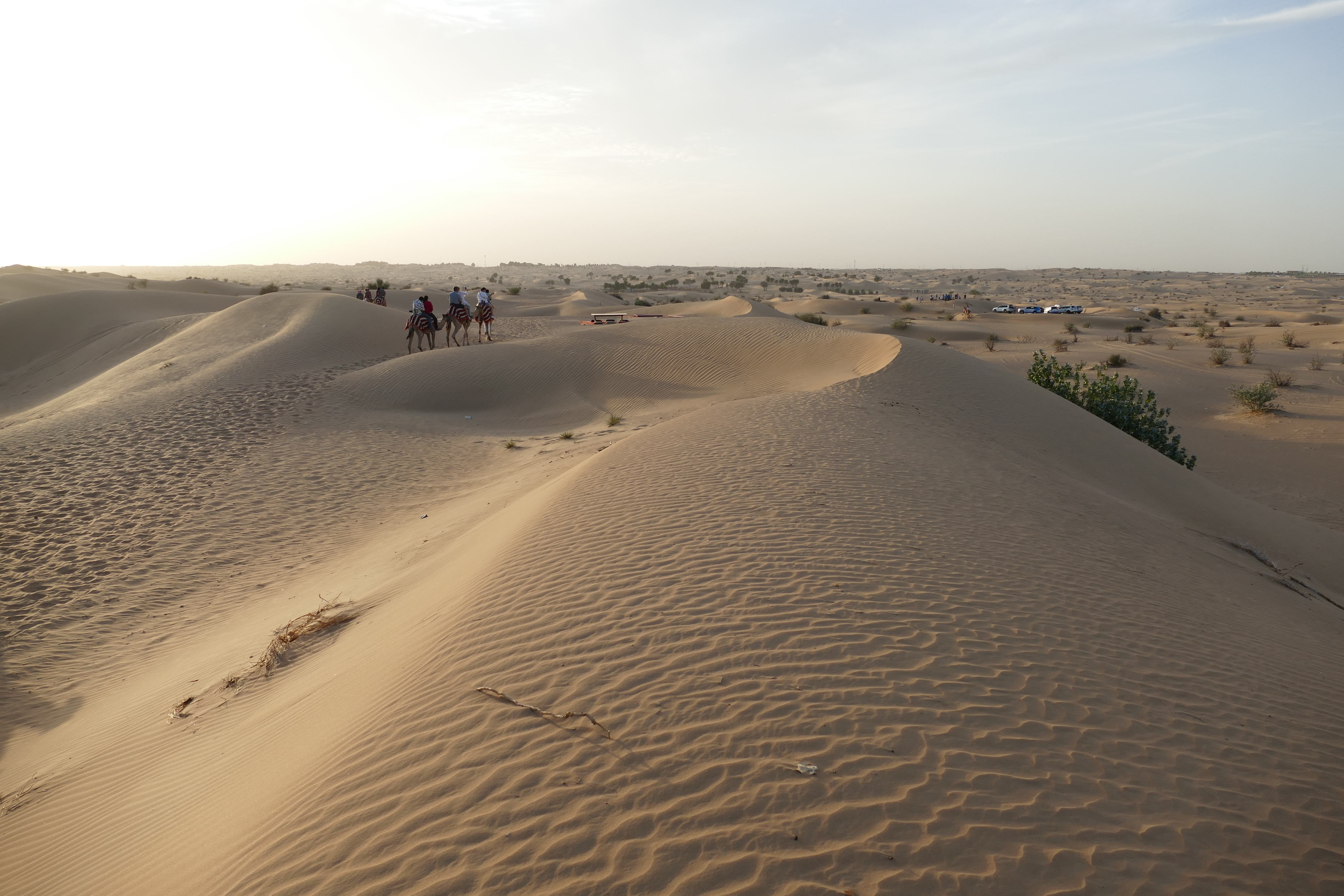
الغروب في صحراء دبي

### المنطقة الصحراوية الرملية
هذه أكبر المناطق في الدولة حيث تشكل حوالي ثلثي مساحة الدولة ولا سيما في المنطقة الغربية الداخلية، وتتخلل تلك المناطق عدة واحات مشهورة أهمها تلك التي تشغلها مدينة العين وضواحيها حيث تستغل المياه الجوفية التي تتوفر بفضل وجود جبل حفيت عن طرق شبكة ري تعرف باسم (الأفلاج).

### السهول الحصباء
تنحصر بين المنطقة الصحراوية والمرتفعات الشرقية.
المرتفعات الشرقية هي عبارة عن سلسلة من الجبال يبلغ ارتفاعها أكثر من ألفين متر.
قالب:المساء والصباح، حيث تكون الغيوم منخفضة وسريعة (سحب الكوس)، وقد تزداد هذه السحب كثافة ظهور السحب المنخفضة السهول المحصورة بين المرتفعات وساحل البحر على خليج عمان الخليج العربي يتراوح امتدادها عشرين ميلا .

### السلاسل الجبلية

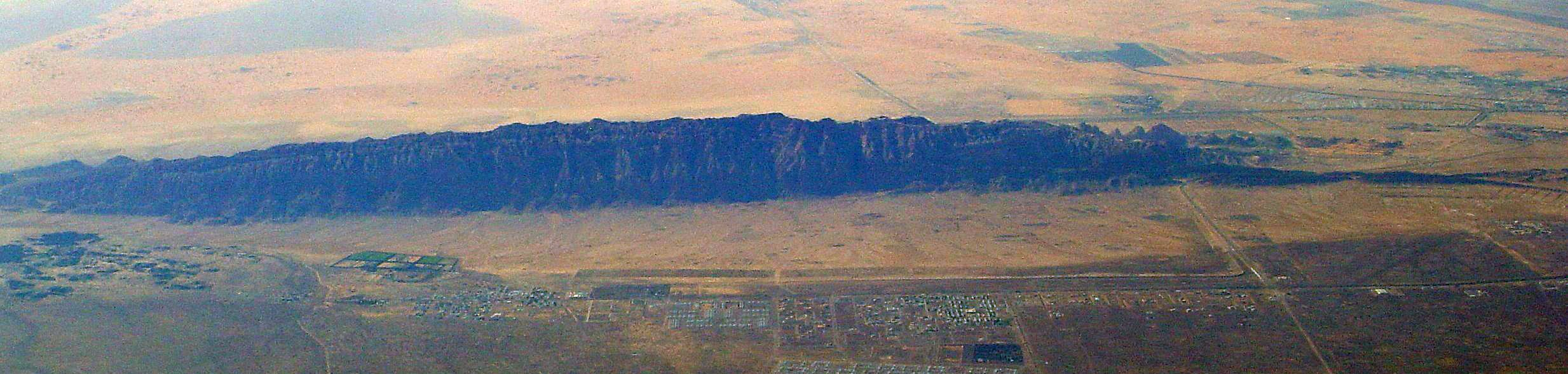
جبل حفيت دولة الإمارات العربية المتحدة

تشكل القسم الثاني من طبيعة الإمارات الصحرواية، وأهمها: سلسلة الجبال الشمالية الموازية لخط ساحل عمان، وتصل أعلى قممها وهو جبل حفيت إلى 1200 متراً فوق مستوى سطح البحر. القسم الثالث من تضاريس الإمارات هو القطاع الساحلي ذي الشواطئ الرملية ما عدا مناطق شمال في رأس الخيمة التي تشكل رأس سلسلة جبال حجر. القطاع الساحلي يحوي أيضاً العديد من القباب الملحية التي تشكل جزراً صغيرة في البحر وتلالاً على اليابسة، ويعدّ جبل الظنة الذي يبلغ ارتفاعه 99 متراً، أحد هذه التمظهرات التضريسية.

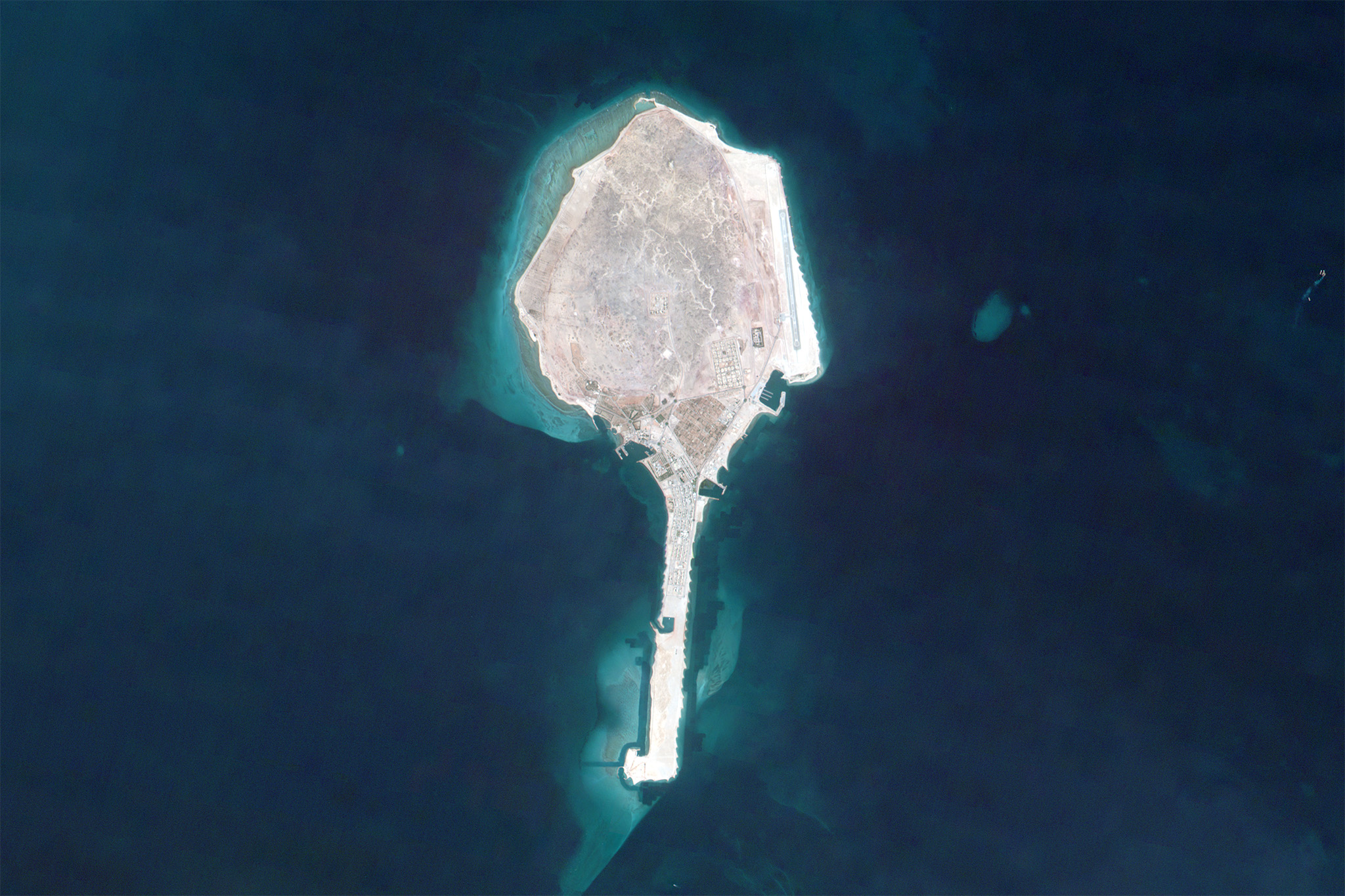
جزيرة دلما

## المياه الإقليمية والجزر
المياه الجغرافية دولة الإمارات العربية المتحدة فهي ضحلة عموما وهذه سمة واضحة للقسم الأكبر من المساحة المغمورة في الخليج العربي والمقدرة بنحو (600000 كيلومتر مربع) إذ يبلغ متوسط عمقها (35 مترا) بينما يبلغ أقصى عمق (90 مترا) باستثناء المنطقة التي تقع فيها مضيق هرمز حيث يصل العمق إلى (145 مترا)، وتتصف المياه الإقليمة لدولة بكثرة الشعب المرجانية وتتبع دولة الإمارات العربية المتحدة المئات من الجزر المتناثرة في مياه الخليج منها نحو (200 جزيرة) تتبع إمارة أبوظبي أهمها جزيرة داس وجزيرة دلما وجزيرة أم النار وجزيرة أبو الأبيض التي تعدّ من أكبر الجزر في الخليج العربي، جزر تتبع إمارة الشارقة جزيرة صير بو نعير وجزيرة أبو موسى، جزر تتبع إمارة رأس الخيمة جزيرة طنب الكبرى وجزيرة طنب الصغرى المحتلتان من قبل إيران وجزيرة الحمراء جزر تتبع إمارة أم القيوين الجزيرة السنية وبعض الجزر الأخرى الصغيرة.

## الأراضي الرطبة

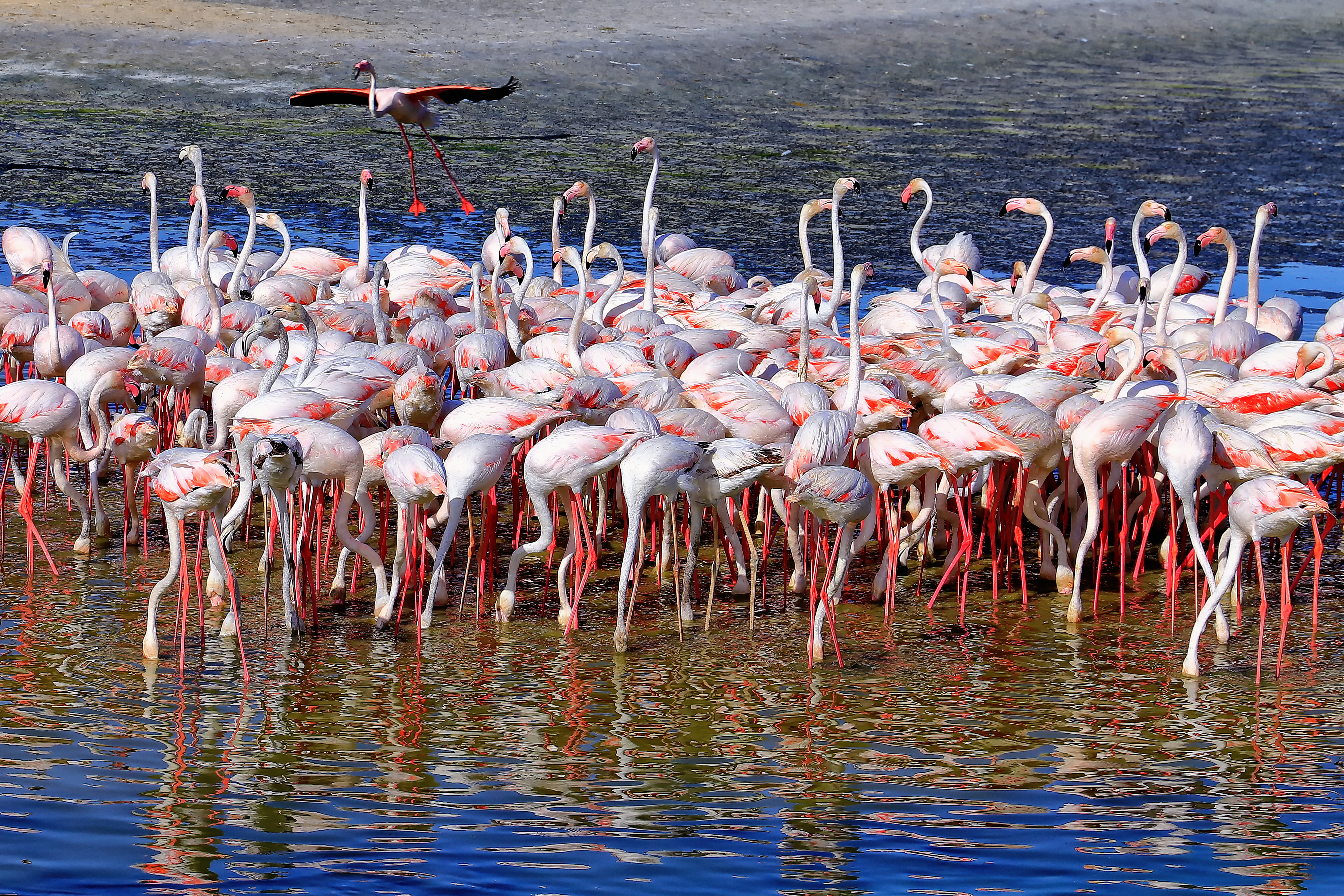
محمية رأس الخور للحياة الفطرية دبي

تلعب الأراضي الرطبة دوراً كبيراً في التقليل من التغير المناخي بالإضافة إلى تنظيم مستويات انبعاثات الغاز الدفيئة والظواهر المناخية الطبيعية، وتحتوي دولة الإمارات العربية المتحدة على 10 مواقع للأراضي الرطبة ذات الأهمية العالمية (موقع رامسار) بمساحة إجمالية تعادل 391.65 كم² ومن هذه المواقع:
- محمية الوثبة للأراضي الرطبة أبوظبي

- محمية جبل علي للأراضي الرطبة دبي
- محمية الزوراء عجمان
- محمية رأس الخور للحياة الفطرية دبي

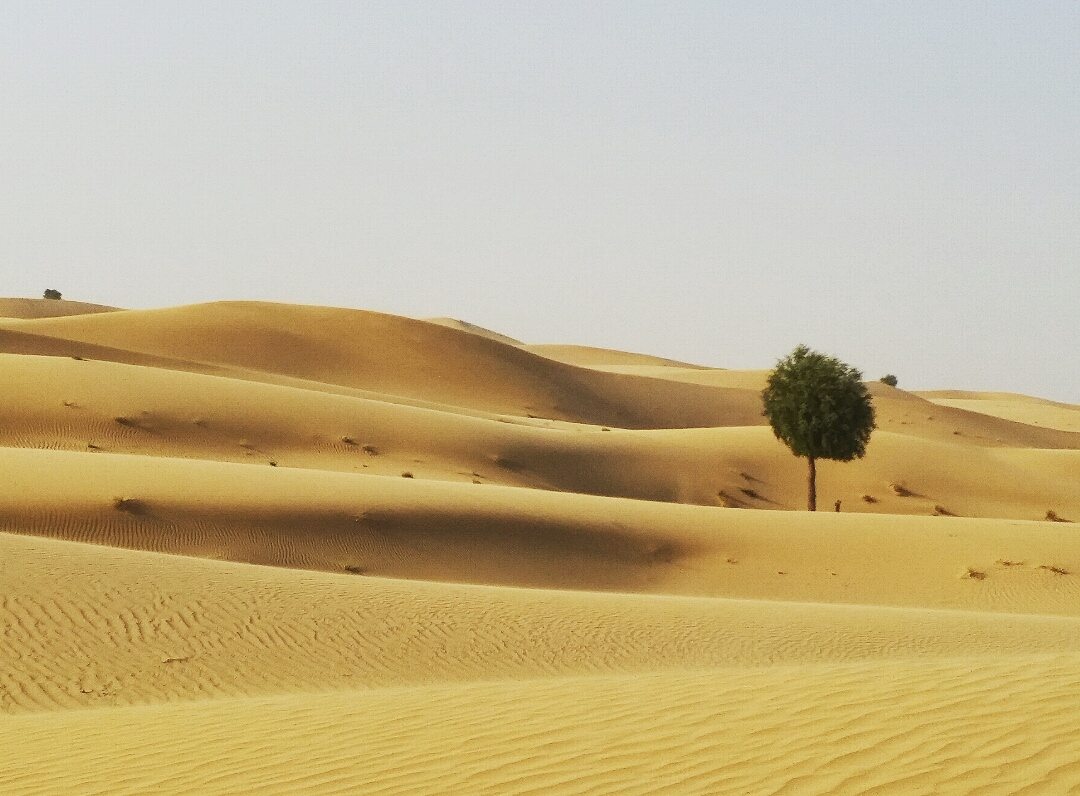
صحراء الإمارات

- محمية وادي الوريعة الفجيرة
- محمية القرم والحفية في الشارقة

## المركز الاتحادي للمعلومات الجغرافية
أنشئ المركز الإتحادي للمعلومات الجغرافية في العام 2019، لإدارة وتنظيم قطاع المعلومات الجغرافية في دولة الإمارات العربية المتحدة بشكل فعال، ويعتبر المركز هو المصدر الرسمي للمعلومات الجغرافية في دولة الإمارات، حيث يقوم باعداد الدراسات والخطط والاستراتيجيات والمعايير اللازمة لحوكمة وإدارة القطاع، بالإضافة إلى توحيد المعايير الجغرافية على مستوى دولة الإمارات بالتعاون مع كافة الجهات المعنية في الدولة. ويهدف المركز إلى تطوير وتنظيم البيانات الجغرافية المكانية بالإضافة لتطوير منظومة البنية التحتية للبيانات، بما يسهم في تحقيق أهداف التنمية المستدامة.